# 吴启迪
吴启迪（1947年8月—），女，浙江永嘉人，中华人民共和国政治人物。清华大学精密仪器系硕士研究生，瑞士苏黎世联邦理工学院电子工程系自动化研究所博士，智能控制专家，教授。中共第十六届中央候补委员。曾任中华人民共和国教育部副部长，同济大学校长等职；是中国第一位经民主推举产生的大学校长。

## 生平
1965年，18岁的吴启迪考入清华大学无线电系自动控制专业学习。大学毕业后，她被分配到“云南省电信局电信器材厂”工作。在工厂，吴启迪坚持自学外语，并钻研业务，参与新产品的设计和试制。1975年她就被调入位于北京的电子工业部标准化研究所当技术员，后升任助理工程师。1978年，中国恢复研究生招考制度后，吴启迪又回到清华大学，在精密仪器系攻读硕士。1978年9月加入中国共产党。1981年又到苏黎世联邦理工学院电子工程系自动化研究所做访问学者；并于1985年在该校获得博士学位。
自1986年回国后，吴启迪就一直在同济大学从事研究和教学工作；历任同济大学教师、副教授、教授；自动控制教研室主任、电气工程系副主任、现代制造技术研究中心主任、信息中心主任、科技德语中心主任，CIMS研究中心主任等职；1989年出任校长助理；1993年晋升为副校长。1995年，吴启迪当选同济大学校长；她不仅是同济大学建校八十八年以来的第一位女校长，更是中国第一位经民主推举产生的大学校长。
在任校长期间，吴启迪注重产业和学术研究的结合，特别是机电一体化、CIMS等高新技术的研究；通过加强学科建设和师资培养，诸多的研究成果给学校增加了收入；同时，她还善于疏通学校与社会各界的关系，通过缔结姐妹学校、洽谈合作项目引进外资与设备，促进学校与社会的联系。正当吴启迪满怀信心地将同济大学带入二十一世纪时，1999年8月，她突然罹患急性坏死性胰腺炎，并发心肺肝肾等脏器功能严重障碍；期间心脏曾8次骤停，几度病危；经过了五个月的抢救与治疗，才终于挽救了她的生命。
2003年6月，吴启迪离开了工作十七年的同济大学；再次回到北京，出任教育部副部长、党组成员，并主管高等学校的教育工作。2008年3月，吴启迪当选为全国人大常委；4月，因年龄原因被免去教育部副部长职务。2009年8月，中华职业教育社第十次全国代表大会召开，他出任中华职业教育社第十届理事会副理事长。2014年2月21日，欧美同学会·中国留学人员联谊会第七届理事会第一次会议召开，选举其出任第七届理事会副会长。
现任全国人大常委会委员、教科文卫专委会委员，同济大学教授，博导。兼任上海系统仿真学会理事长，中国自动化学会常务理事、上海市信息化专家委员会主任、清华大学工程教育研究中心主任、IEEE高级会员。

## 学术成就
吴启迪长期从事现代控制理论与应用，自动化系统工程、计算机集成制造技术及智能自动化系统的理论与应用研究；出版过多部专著、译著，发表了上百篇论文；曾先后主持完成科研项目20余项。

## 所获荣誉
- 因主持编制的“计算机信息处理国家标准GB2425-81”，曾荣获“国防科技进步二等奖”及“电子工业部重大科技进步一等奖”；
- 1988年，获国家教委首届“霍英东教育基金会”青年教师奖；
- 1991年，获上海市“三八红旗手”称号；
- 1993年，吴启迪主持的CIMS研究中心，获上海市引进国外智力工作先进集体奖；
- 1996年，经国家人事部批准为“有突出贡献的中青年专家”；
- 1997年，获“优秀留学回国人员”称号；
- 1998年，获 “全国十大女杰”称号，并被评为全国“三八红旗手”；
- 1999年，获德国政府颁发的大十字勋章。
- 2004年和2006年，获国家科技进步二等奖国家教育部科技进步一等奖，
- 2005年和2009年，国家教育成果二等奖中国高校科技进步二等奖，
- 上海市科技进步一等奖（2001年）、二等奖（2000年和2004年）和三等奖（1995年、2001年和2006年），上海市教育成果二等奖（2004年）。
- 先后获得过“全国十大女杰”（1998年），全国三八红旗手（1998年），“新中国成立以来上海百位优秀女教师”（2009年）。

## 家庭
吴启迪的丈夫江上舟，现任中国残疾人福利基金会理事长。两人曾是清华大学的同班同学（另一说，江上舟考入的是无线电系）；1970年大学毕业后，都被分配到云南工作。1978年，中国恢复研究生招生，江上舟夫妇双双考回母校。后来，江上舟曾出任三亚市副市长，海南省洋浦开发区管理局局长等职。